# Borja Fernández (ur. 1995)
Borja Fernández Fernández (ur. 16 sierpnia 1995 w Vigo) – hiszpański piłkarz występujący na pozycji pomocnika w Miedzi Legnica.

## Kariera klubowa
Grę w piłkę nożną rozpoczął w wieku 11 lat w akademii piłkarskiej Celty Vigo. Przed sezonem 2013/14 włączono go do składu zespołu rezerw grającego w Segunda División B, gdzie rozpoczął regularne występy. W sierpniu 2014 roku, po tym jak kontuzji doznał Borja Oubiña, został przez trenera Eduardo Berizzo przeniesiony w szeregi pierwszej drużyny. 24 sierpnia 2014 zadebiutował w Primera División w wygranym 3:1 meczu przeciwko Getafe CF, w którym rozegrał 87 minut, będąc zmienionym przez Nemanję Radoję. Nazajutrz przedłużył swoją umowę z Celtą do czerwca 2019 roku. W lipcu 2017 roku został wypożyczony na sezon do CF Reus Deportiu (Segunda División), gdzie zaliczył 19 spotkań i zdobył 1 bramkę. Po powrocie do Celty, ze względu na niewielką szansę na regularne występy, rozwiązał za porozumieniem stron obowiązujący go z klubem kontrakt. Łącznie rozegrał w jej barwach 10 meczów na poziomie hiszpańskiej ekstraklasy oraz 110 spotkań w zespole rezerw.
W sierpniu 2018 roku Fernández podpisał trzyletnią umowę z Miedzią Legnica prowadzoną przez Dominika Nowaka. 26 sierpnia zadebiutował w Ekstraklasie w wygranym 3:2 meczu z Jagiellonią Białystok. W sezonie 2018/19 występował jako podstawowy zawodnik i rozegrał 30 spotkań, a Miedź po zajęciu przedostatniego miejsca w tabeli spadła do I ligi.

## Kariera reprezentacyjna
W październiku 2013 roku otrzymał powołanie do reprezentacji Hiszpanii U-19 na towarzyski turniej na Węgrzech, na którym zaliczył 3 występy.